# Gyeongnyeolbi-yeoldo
Les îles Gyeongnyeolbi-yeoldo, en coréen 격렬비열도, en chinois 格列飛列島, sont un archipel de la Corée au sud-ouest de la péninsule. On les appelle parfois les îles Clifford. Elles font partie de la province de Chungcheong du Sud, à 160 kilomètres au sud ouest de Séoul.